# Wendy Lawson
Wendy Lawson   (1952) és una escriptora i oradora autista australiana qui, a través de les seves publicacions i discursos, treballa per a promoure la comprensió de l'autisme.

## Biografia
Wendy Lawson és lleugerament autista, però no va obtenir el diagnòstic correcte fins als 44 anys. Quan Lawson era petita, els metges la van diagnosticar amb discapacitat mental i «pràcticament incapaç de fer allò que se li demanava a l'escola». Lawson no va començar a parlar fins als quatre anys, però va completar els seus estudis obligatoris amb normalitat i després va anar a l'escola secundària. El següent diagnòstic erroni es va donar quan Lawson tenia 17 anys, moment en què li van diagnosticar esquizofrènia, una etiqueta que va mantenir durant 25 anys, que la va portar a un tractament involuntari i li van prescriure medicaments antipsicòtics per a la resta de la seva vida. No obstant això, els antipsicòtics van aprofundir en els trets autistes de Lawson i també van provocar fatiga, visió borrosa i trastorns obsessivocompulsius, entre altres coses. Lawson no va rebre un diagnòstic correcte fins al 1996, després del qual es va interrompre la medicació antipsicòtica, però ja va quedar danyat el seu sistema nerviós, i els moviments compulsius ocasionals li recorden permanentment el mal tractament.
Lawson ja tenia una cinquantena d'anys quan va començar la seva carrera com a escriptora. Lawson ha publicat fins ara onze llibres sobre autisme.

## Idees
Les principals idees recolzades per Wendy Lawson sobre l'autisme són:
- no es tracta d'una desconnexió del món, sinó de la hiperconnexió de l'autista a una cosa, fins al punt d'oblidar tota la resta;
- la comprensió de l'autisme és literal;
- la persona autista concentra (focalitza) la seva atenció principalment en una cosa;
- no pot concentrar-se en diversos sentits alhora (per exemple, algunes persones autistes no poden mirar l'interlocutor als ulls);
- l'autista té una «hiper-percepció» (audició, vista, tacte, etc.) que pot ser dolorosa i el pot portar a alternar-se amb una «hipo-percepció»;
- sovint, una persona autista experimenta un temps de desfasament entre la percepció i la reacció, o per «passar d'una direcció a una altra».

## Vida personal
El 2005, era mare de 4 fills, dues vegades graduada universitària, treballadora social, educadora d'adults i dirigeix el seu propi negoci a Victòria, Austràlia. Comparteix la seva comprensió de l'autisme amb els altres per, segons ella, «ajudar a construir un pont entre el meu món i el seu».
Lawson es va casar a l'edat de 20 anys. No obstant això, anys més tard, va començar a interesar-se en les dones, es va divorciar del seu marit i des de llavors viu amb la seva dona, des de fa més d'un quart de segle. Lawson va haver de deixar el seu seient al consell de l'església a la dècada del 1980 a causa de la seva orientació sexual.

## Publicacions
- Sex, Sexuality and the Autism Spectrum (2000).
- Life Behind Glass: A Personal Account of Autism Spectrum Disorder (2000).
- Understanding and Working with the Spectrum of Autism: An Insider's View (2001).
- Build Your Own Life: A Self-Help Guide For Individuals With Asperger Syndrome (2003).
- ASPoetry: Illustrated Poems from an Aspie Life (2006).
- Concepts of Normality: The Autistic and Typical Spectrum (2008).
- The Passionate Mind: How People With Autism Learn (2010).
- To tell or not to tell (2012).